# Orlík (obrněný vlak)
Obrněný vlak Orlík byl improvizovaný obrněný vlak, součást penzenské skupiny, v rámci Československé legie za Ruské občanské války. Vznikl v Penze 29. května 1918. Vyzbrojen byl zpočátku 11 kulomety a 1 dělem. Obrněnou složku tvořily nejprve dva obrněné automobily na plošinových vagónech. Po dobytí Simbirska, 22. července 1918, ukořistily 1. a 4. československý pluk mimo jiné také obrněný vlak "Pěrvyj leninskyj broněpojezd" anarchisty Polupanova, jehož moderní pancéřové vozy, sestávající z obrněné lokomotivy a dvou dělových vozů standardního obrněného vlaku ruské armády typu "Chunchuz" a obrněné drezíny "Zaamurec", vyzbrojené dvěma děly v otočných věžích, se poté staly nejznámější sestavou obrněného vlaku Orlík. Lokomotiva byla až téměř uprostřed vlaku, aby dělové vozy neměly zastíněný palebný prostor a vpředu českoslovenští legionáři zapřahali prázdný plošinový vagon, který měl odhalit možné podminování trati.

## Posádka
Posádku tvořilo zpočátku 56 kulometčíků oddílu Kolta (Colt) hanáckého pluku (proslavená v Bitvě u Bachmače a o Doč), 10 kulometčíků oddílu Maxim, velitel kulometčíků prap. Šrámek, jedna četa pěchoty, jedna četa 1. technické roty, jedna četa zákopníků 4. pluku (techn. a zák. četě velel Jaroslav Untermüller), jednoho 76mm děla s obsluhou od 3. baterie - velitel br. Melichar a 2 obrněných aut typu Armstrong-Whitworth Fiat a Austin. Později, zejména po změně sestavy vozů vlaku, procházela sestava posádky dalšími změnami.
Do vlasti byla evakuována pouze posádka vlaku na lodi Sherman, což byl transport č. 27. Transport zakončil svou cestu v Terstu, odkud pokračoval železnicí. Do vlasti přibyl 9. 7. 1920.

## Velitelé
- prap. Šrámek,
- podplukovník Vladimír Choljavin
- por. (generál) Václav Šára

## Oblasti operací
- Transsibiřská magistrála (1918 - 1919)
- Vladivostok (1919 - 1920)

## Galerie

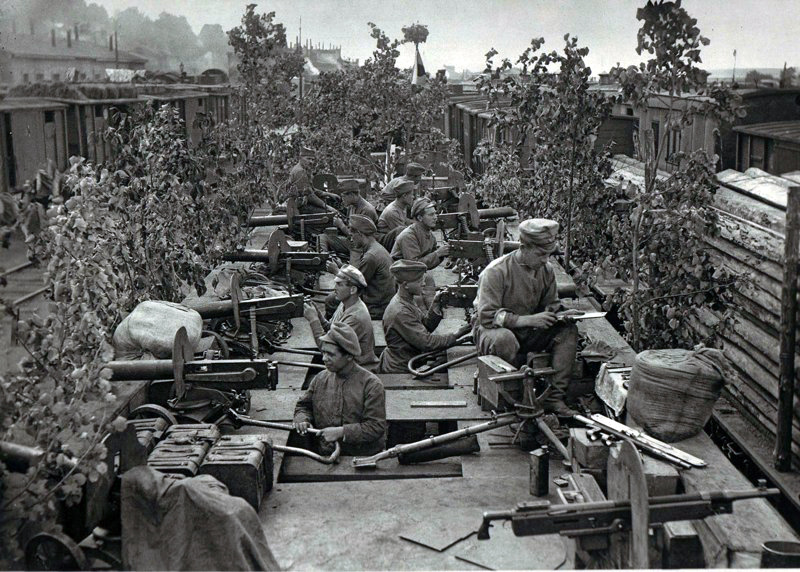
Obrněný vlak Orlík - vagon s kulomety Colt a Maxim. Ufa, červenec 1918.
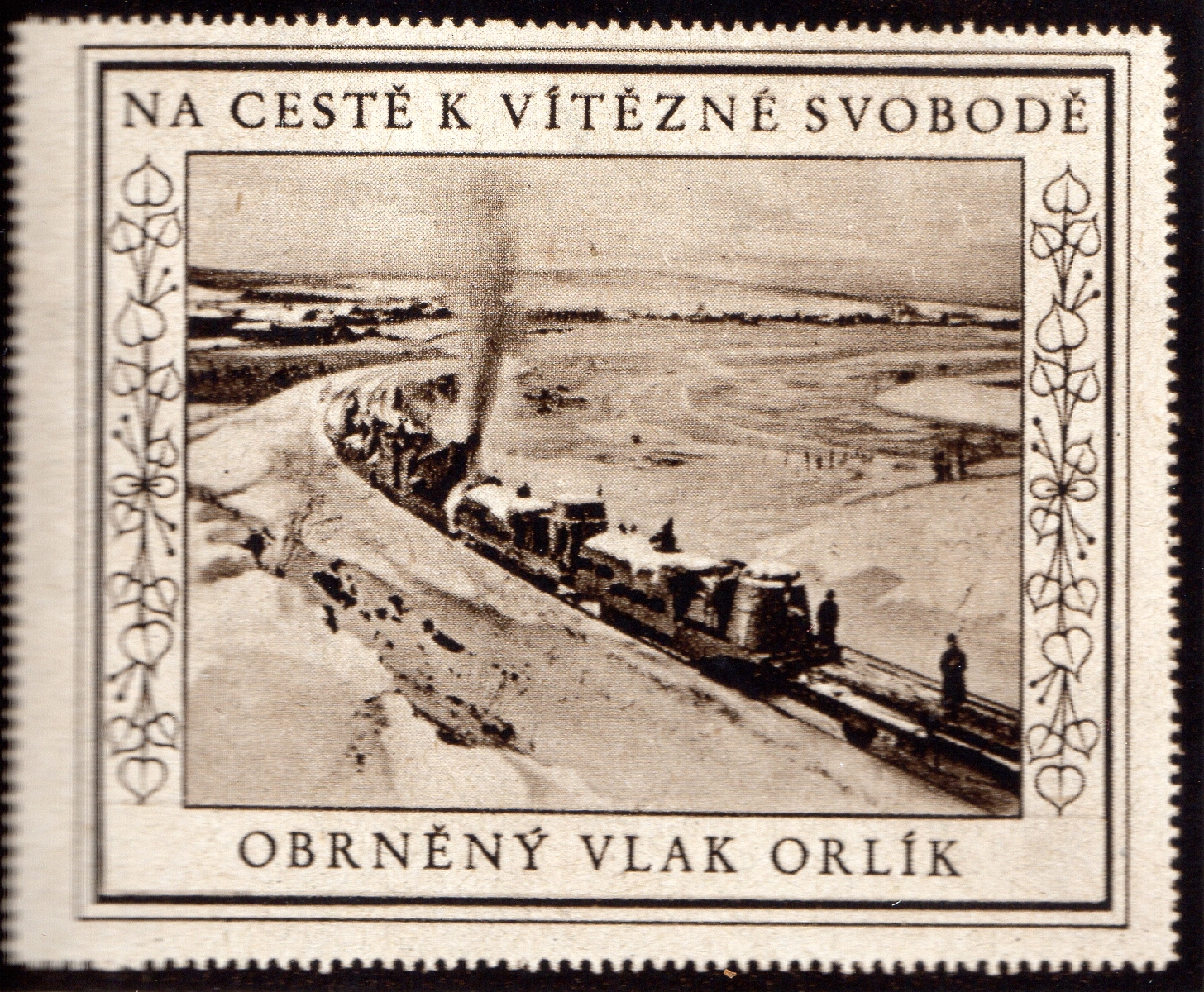
Obrněný vlak Orlík na dobročinné nálepce (Pestrý týden 1932)
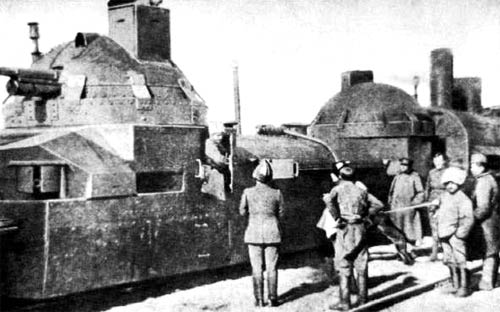
Čechoslováci u obrněného vlaku Orlík
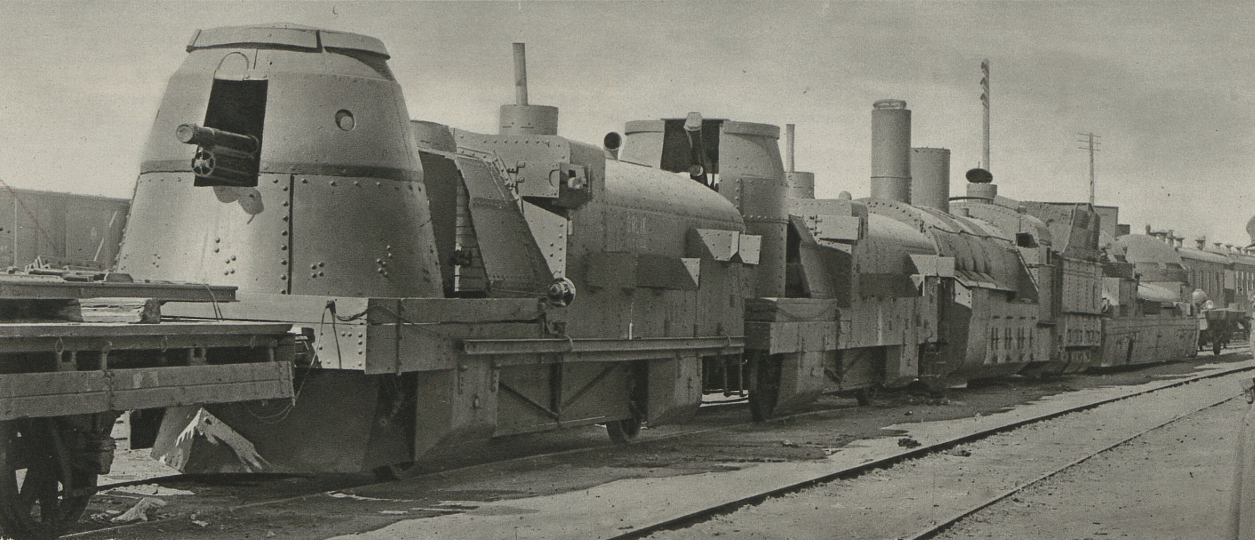